# Atteridgeville
Atteridgeville è una township della municipalità metropolitana di Tshwane, in Sudafrica, situata a ovest di Pretoria.

## Storia
Fondata nel 1939 per accogliere la popolazione di colore secondo la politica dell'apartheid, il suo sviluppo venne congelato tra il 1968 e il 1978, in accordo alla politica del governo sudafricano che imponeva ai neri di restare nella città di origine. Nel 1984 gli venne riconosciuto lo status di municipio.

## Idiomi
A causa dell'eterogeneità etnica, ad Atteridgeville sono parlati diversi idiomi. Il più comune è il sesotho, strettamente legato alla lingua tswana e al sepedi. Diffuso anche il tsotsitaal, lingua creola basata su un miscuglio di afrikaans, inglese e sesotho e diventata una sorta di slang locale.

## Luoghi di interesse
- Ga-Mothakga Resort
- Atteridgiville park
- Saulsville Arena
- Atteridgeville Super Stadium

| Controllo di autorità | VIAF (EN) 144277091 · LCCN (EN) n82222833 · J9U (EN, HE) 987007555245205171 |